# Mähnenratte
Die Mähnenratte (Lophiomys imhausi) ist ein afrikanisches Nagetier. Es handelt sich um eine große Art der Mäuseartigen, die keine lebenden näheren Verwandten hat und in der biologischen Systematik isoliert dasteht.

## Merkmale
Eine Mähnenratte hat eine Kopf-Rumpf-Länge von zirka 30 Zentimeter, hinzu kommen 18 Zentimeter Schwanz. Das Gewicht liegt bei etwa 750 Gramm. Weibchen sind im Schnitt größer als Männchen. Das struppige Fell ist schwarz oder braun mit weißen Streifen und Flecken. Diese unregelmäßigen Zeichnungen sind bei jedem Tier unterschiedlich über das Fell verteilt, es gibt also eine hohe Variabilität. Nur die Schwanzspitze ist immer weiß. Namengebend ist eine Mähne, die vom Scheitel über den Rücken bis zum vorderen Schwanzviertel verläuft. Diese Mähne ist aufrichtbar und in der Farbe immer dunkler als das umgebende Fell. Unpassend ist der Namensbestandteil „-ratte“, denn mit seiner stumpfen Schnauze und der plumpen Gestalt ähnelt es keinem anderen Nagetier, hat aber von weitem betrachtet fast die Proportionen eines Stachelschweins. Der Kopf allein ähnelt in seiner Form dem eines Meerschweinchens.

## Verbreitung und Lebensweise
Das Verbreitungsgebiet der Mähnenratte reicht vom Sudan über Äthiopien, Somalia, Kenia und Uganda nach Tansania. Sie lebt hauptsächlich in Wäldern, aber auch in allen anderen Habitaten, sofern Bäume vorhanden sind. Mit den opponierbaren Krallen und den langfingrigen Pfoten ist die Mähnenratte an ein Leben in den Bäumen angepasst. Sie klettert sehr gut, bewältigt auch senkrechte Stämme und bewegt sich im Allgemeinen sehr langsam. Ausschließlich nachts sucht sie nach Blättern und Knospen, die sie auf den Hinterbeinen sitzend verspeist, während die Nahrung zwischen den Vorderpfoten gehalten wird.
Obwohl Mähnenratten aufgrund ihrer Toxizität als Einzelgänger eingeschätzt wurden, hat ein internationales Zoologenteam der University of Utah herausgefunden, dass sie nicht nur Sozialkontakte zu ihren Artgenossen pflegen, sondern auch monogam leben und Kleinfamilien gründen.
Bis ins 19. Jahrhundert lebte die Mähnenratte auch auf der Arabischen Halbinsel. Dies ist durch Knochenfunde und frühe Reiseberichte belegt. Heute scheint sie dort allerdings ausgestorben zu sein.

### Verteidigung
Wird die Mähnenratte aufgeschreckt, gibt sie ein Zischen von sich und stellt ihre Rückenmähne auf. Diese Drohgebärde könnte von manchen Tieren mit einem Stachelschwein verwechselt werden, das seine Stacheln aufstellt (Mimikry).
Außerdem besitzt die Mähnenratte eine außergewöhnliche Abwehrstrategie gegen Fressfeinde. Sie kaut die Rinde hochgiftiger Pflanzen (Acokanthera schimperi und möglicherweise auch Gomphocarpus physocarpus) und trägt ihren toxischen Speichel dann auf die Haare ihres auffallenden Rückenkamms auf. Die dort befindlichen Haare besitzen einen doppelten Haarschaft, von denen der außenliegende Poren aufweist, welche den Speichel besonders gut aufnehmen. Warum das Gift bei der Mähnenratte keine Wirkung zeigt, ist indes noch nicht geklärt.

## Systematik
Die Mähnenratte hat keine näheren Verwandten und wurde darum meist in einer eigenen Unterfamilie (Lophiomyinae) oder gar Familie (Lophiomyidae) geführt. Die systematischen Beziehungen zu anderen Mäuseartigen waren lange Zeit unklar. Früher wurde sie oft den Wühlmäusen zugeordnet. 1973 stellte der französische Paläontologe Lavocat die Theorie auf, die Mähnenratte habe gemeinsame Vorfahren mit den Madagaskar-Ratten; er vereinte beide in einer Familie. Diese Theorie ist heute widerlegt. Stattdessen wird die Mähnenratte nach molekulargenetischen Untersuchungen von Jansa und Weksler (2004) in die Langschwanzmäuse (Muridae) eingeordnet, wo sie die Schwestergruppe einer Klade aus Rennmäusen und Deomyinae bildet.
Der Zoologe Oldfield Thomas beschrieb 1910 vier Arten der Mähnenratten, korrigierte sich aber später, indem er feststellte, dass alle Mähnenratten einer Art angehörten.